# Загадка про лисицю, гуску та мішок бобів
Загадка про лисицю, гуску та мішок бобів — це інтелектуальна гра, що походить від старої загадки. Це одна із загадок цілої категорії головоломок про переправу через річку із певними обмеженнями. Також відома як задача «Вовк, коза і капуста», де вовк — це лисиця, коза — гуска, а мішок бобів — капуста.

## Ціль
Якось фермер пішов на ринок та купив лисицю, гуску і мішок бобів. По дорозі додому, фермер підійшов до річки і найняв човен для переправи. Але у човен міг поміститись він сам і лише одна із його покупок — або лисиця, або гуска, або мішок із бобами. Якщо залишити самих, лисиця з'їсть гуску, а гуска виїсть всі боби. Завдання фермера перевезти себе і всі свої маєтки на дальній берег річки цілими. Як йому це вдалося?
Існує багато варіантів розповіді загадки, але суть залишається незмінна: А їсть Б, Б їсть В.

## Розв'язок
Оптимальним розв'язком задачі є:
1. переправити гуску
2. повернутись
3. переправити лисицю або боби
4. повернутись разом із гускою
5. переправити боби або лисицю
6. повернутись
7. переправити гуску